# Mary M. White
Mary M. White (* 7. Oktober 1944 in Dundalk, County Louth) ist eine irische Politikerin und seit 2002 Senatorin im Seanad Éireann.
Mary White wurde 1944 in Dundalk, als ältestes von sechs Kindern geboren. Sie studierte Wirtschafts- und Politikwissenschaft am University College Dublin und erhielt dort ihren Bachelor of Arts Degree.
Anschließend gelang ihr mit dem von ihr mitgegründeten Unternehmen Lir Chocolates eine erfolgreiche Karriere als Geschäftsfrau.
Im Juli 2002 wurde White erstmals in den Seanad Éireann gewählt. Hierbei wurde sie von der Irish Exporters Association, deren Mitglied sie auch ist, nominiert und für den Bereich „Industrie und Finanzen“ in den Senat gewählt. Juli 2007 wurde sie erneut für den Bereich „Industrie und Finanzen“ in den Senat gewählt. White gehört seit 1983 der Fianna Fáil an. 1993 bis 1998, sowie seit 2004 ist sie Mitglied des Vorstandes der Partei.
Im Februar 2008 äußerte sie den Wunsch 2011 für ihre Partei für das Präsidentenamt zu kandidieren.
White ist verheiratet und hat eine Tochter.